# Mimela ruyuanensis
Mimela ruyuanensis är en skalbaggsart som beskrevs av Lin 1990. Mimela ruyuanensis ingår i släktet Mimela och familjen Rutelidae. Inga underarter finns listade i Catalogue of Life.